# Даллоз, Дезире
Виктор Алексис Дезире Даллоз (12 августа 1795, Сентмонсель, Юра — 12 января 1869, Париж) — французский юрист, адвокат, политический деятель и издатель. 

## Биография
Получил юридическое образование в колледже Сен-Клода, с 1809 года работал там же клерком. В 1811 году переехал в Париж для продолжения юридического образования, с 1814 года был журналистом юридического издания Journal des Audiences de la Cour de cassation et des cours d'Appel, для которого освещал судебные процессы, и уже в 1816 году смог стать там директором отдела. 
В 1817 году был принят на работу в адвокатскую палату, с 1823 по 1836 год занимался юридической практикой в высших французских судах (в том числе в 1836 году был президентом Cour de cassation). В эпоху Июльской монархии принимал деятельное участие в политической жизни и с 1837 до 1848 года состоял членом Палаты депутатов. Принадлежал к консервативной партии; особенно деятельно участвовал в обсуждении юридических вопросов, по которым представил немало докладов. Умер во французской столице после 20 лет тяжёлой болезни, из-за которой не мог самостоятельно передвигаться.
В юридической литературе известен многотомным изданием (с 1824 года) «Répertoire de jurisprudence», который носил его имя; кроме того, с 1822 года Даллоз редактировал «Journal des audiences de la cour de cassation». С 1832 года (и с 1845 года в обновлённом виде) издавалось Répertoire de jurisprudence générale du royaume, где вёлся учёт всех вынесенных в стране судебных решений; издание продолжалось до 1870 года. Совместно со своим братом Арманом Даллоз основал юридическое издательство, которое существует во Франции и поныне.